# 南寮
南寮，是一個位在新竹市北區的地理名稱。該地名因南寮漁港及新竹海八景自行車道等觀光景點而著稱。

## 歷史

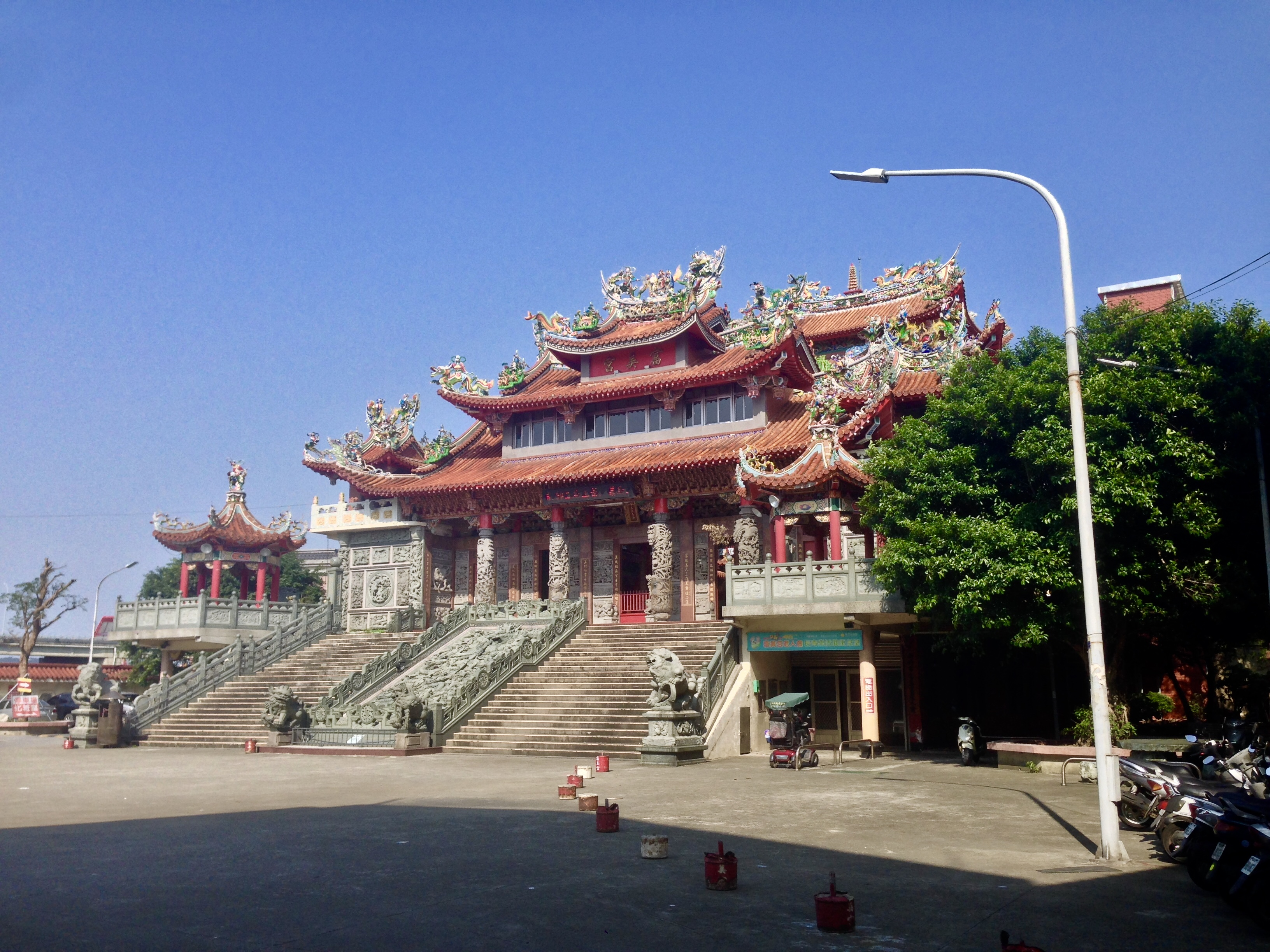
南寮富美宮

原為十塊寮的聚落，在日治時代初期的官方地圖上已有記載。日治時代開闢南寮ケ濱海水浴場（南寮海水浴場），1980年代關閉。
戰後曾設有安置大陳島撤退來臺居民之眷村。
新竹市政府為解決南寮地區經常於颱風吹襲期間斷電問題，經向台灣電力公司爭取後於2017年開始將當地供電線路逐步地下化。

## 公共設施

### 教育機構
自1921年（大正9年）起設有舊港公學校，現今則稱南寮國小（全名新竹市北區南寮國民小學）。

自1979年（民國68年）8月1日起設有新竹縣立光華國民中學南寮分部，現今獨立為南華國中（全名新竹市北區南華國民中學）。

### 治安機構
當地設有南寮派出所。

### 金融機構
當地設有新竹第一信用合作社南寮分社。

## 交通

### 公路
中華民國省道快速公路台68線之端點位在當地。南寮也是縣道122號與市道118號的起點，並有台15線經過。

### 郵政
當地設有新竹南寮郵局。

## 連結
- 南寮國小官方網站 （页面存档备份，存于）
- 南寮派出所-新竹市警察局第一分局 - 新竹市政府 （页面存档备份，存于）
- 新竹南寮郵局 - 中華郵政全球資訊網 （页面存档备份，存于）
- Top 10 南寮漁港附近最佳旅遊景點- TripAdvisor （页面存档备份，存于）